# هانا إي. تايلور
هانا إي. تايلور (بالإنجليزية: Hannah E. Taylor)‏ (18 أغسطس 1835)؛ كاتِبة وشاعرة أمريكية.